# 7 sierpnia
7 sierpnia jest 219. (w latach przestępnych 220.) dniem w kalendarzu gregoriańskim. Do końca roku pozostaje 146 dni.

## Święta
- Imieniny obchodzą: Agatangel, Albert, Andromeda, Dobiemiar, Donat, Dorota, Doryda, Edmund, Edmunda, Kajetan, Klaudia, Konrad, Konrada, Licynia, Licyniusz, Sykstus i Wincenty.
- Wybrzeże Kości Słoniowej – Święto Republiki
- Wspomnienia i święta w Kościele katolickim[1][2] obchodzą:
  - św. Afra z Augsburga (męczennica)
  - bł. Agatanioł z Vendôme (prezbiter i męczennik)
  - św. Albert (zakonnik karmelitów z Trapani)
  - bł. Edmund Bojanowski
  - św. Donat (biskup Arezzo)
  - św. Donat (biskup Besançon)
  - św. Kajetan z Thieny (zakonnik, założyciel Teatynów, Kleryków Regularnych)
  - św. Kasjan z Nantes (męczennik) (zakonnik OFMC)
  - św. Klaudia Rzymska
  - św. Sykstus II (papież)

## Wydarzenia w Polsce
- 1564 – Król Zygmunt II August na Sejmie w Parczewie przyjął z rąk nuncjusza Giovanniego Francesca Commendonego księgę ustaw Soboru trydenckiego.
- 1655 – IV wojna polsko-rosyjska: rozpoczęła się bitwa o Wilno.
- 1700 – Wmurowano kamień węgielny pod budowę klasztoru karmelitów bosych w Zagórzu.
- 1702 – III wojna północna: wojska szwedzkie zajęły Kraków.
- 1862 – Działacz niepodległościowy Ludwik Ryll dokonał nieudanego zamachu na naczelnika rządu cywilnego Królestwa Polskiego hr. Aleksandra Wielopolskiego.
- 1905 – Austriacy przekazali opuszczony przez ich oddziały wojskowe Zamek Wawelski władzom cywilnym Galicji.
- 1907 – W katastrofie kolejowej w okolicach wsi Wierzbiczany pomiędzy Gnieznem a Trzemesznem zginęło 10 lub 12 osób.
- 1914 – I wojna światowa: na skutek paniki wywołanej przez spłoszonego konia na Głównym Rynku w Kaliszu niemieccy żołnierze rozpoczęli bezładną strzelaninę, w wyniku której zginęli przypadkowi przechodnie, jak i sami wojskowi. Następnie miasto zostało ostrzelane z kartaczownic ustawionych na Rynku i ul. Wrocławskiej. Spośród ludności cywilnej tego dnia zginęło ok. 100 osób. W nocy, po wycofaniu się Niemców, rozpoczął się kolejny ostrzał artyleryjski miasta.
- 1927 – Otwarto Stadion Sportowy w Kaliszu.
- 1931:
  - Dokonano oblotu samolotu RWD-5.
  - Franciszek Żwirko i Stanisław Prauss podjęli próbę pobicia rekordu wysokości lotu samolotem RWD-7.
  - 6 osób zginęło w katastrofie kolejowej w Baciutach na Podlasiu.
- 1932 – W Mysłowicach odbyły się pierwsze mistrzostwa Polski w jeździe indywidualnej na żużlu.
- 1934 – W mauzoleum leżącym na terenie bitwy pod Tannenbergiem (Stębarkiem) z 1914 roku, został pochowany feldmarszałek Paul von Hindenburg.
- 1941:
  - Na cmentarzu żydowskim w Grajewie Niemcy rozstrzelali 119 Polaków, Żydów i Rosjan.
  - W Zdołbunowie na Wołyniu SS zamordowało 380–450 Żydów.
- 1944:
  - 7. dzień powstania warszawskiego: zakończyła się rzeź Woli (5–7 sierpnia); rozpoczął się zmasowany atak niemieckiej artylerii na Stare Miasto.
  - W odwecie za zabicie 4 żołnierzy niemieckich została spacyfikowana wieś Poręba Dzierżna koło Olkusza.
- 1964 – Premiera komedii wojennej Giuseppe w Warszawie w reżyserii Stanisława Lenartowicza.
- 1988 – Renata Katewicz ustanowiła w Łodzi aktualny rekord Polski w rzucie dyskiem (66,18 m).
- 1993 – Ukazało się ostatnie wydanie „Świata Młodych”.
- 2010 – Bogatynia została zalana przez przepływający przez miasto potok Miedzianka.
- 2025 – Padł sierpniowy rekord mrozu w Polsce. W Litworowym Kotle w Masywie Czerwonych Wierchów w Tatrach, temperatura spadła do -6,1 st. C.[3]

## Wydarzenia na świecie

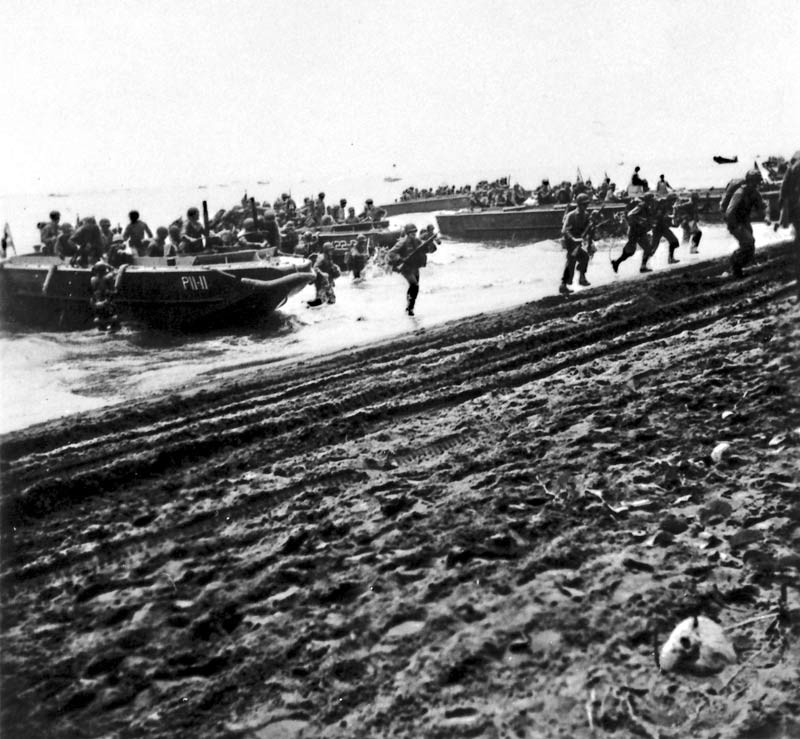
Amerykańska pierwsza dywizja Marines szturmuje plaże Guadalcanal (1942)

- 626 – Wojska Sasanidów i Awarów zakończyły nieudane oblężenie Konstantynopola.
- 768 – (lub 1 sierpnia) Stefan III został wybrany na papieża.
- 936 – Otton I Wielki został koronowany w Akwizgranie na króla Niemiec.
- 1078 – W trakcie walk o tron niemiecki została stoczona nierozstrzygnięta bitwa pod Mellrichstadt.
- 1259 – Król Litwy Mendog oddał zakonowi krzyżackiemu Żmudź, Skalowię i Jaćwież.
- 1316 – W czasie tzw. niewoli awiniońskiej wybrano na papieża francuskiego kardynała Jacques’a Duèse, który przyjął imię Jan XXII.
- 1461 – W Pekinie doszło do nieudanej próby obalenia cesarza Zhu Qizhena.
- 1479 – Wojna o sukcesję burgundzką: zwycięstwo wojsk burgundzkich nad francuskimi w bitwie pod Guinegate.
- 1481 – Włoscy franciszkańscy męczennicy Adjut, Akursjusz, Berard z Carbio, Otto i Piotr z San Gemini zostali kanonizowani przez papieża Sykstusa IV.
- 1484 – Podpisano traktat pokojowy w Bagnolo kończący wojnę o Ferrarę.
- 1485 – Wojna Dwóch Róż: popierany przez dynastię Lancasterów pretendent do tronu Anglii Henryk Tudor wylądował na czele francuskich najemników w Milford Haven w Walii. 22 sierpnia, po zwycięstwie w bitwie pod Bosworth i śmierci w jej trakcie Ryszarda III Yorka, został ogłoszony nowym królem jako Henryk VII Tudor.
- 1576 – Została stoczona pierwsza bitwa morska pod Kizugawaguchi (Japonia) pomiędzy flotą rodu Mōri wspartego przez floty rodu Kobayakawa oraz piratów Morakami a flotą rodu Oda.
- 1588 – Wojna angielsko-hiszpańska: w nocy z 7 na 8 sierpnia hiszpańska Wielka Armada została zaatakowana przez Anglików 8 branderami na redzie neutralnego francuskiego portu Calais.
- 1636 – Wojna trzydziestoletnia: wojska hiszpańskie zdobyły francuską twierdzę Corbie, co zagroziło bezpośrednio Paryżowi i wywołało panikę w kraju.
- 1690 – Wojna irlandzka: wojska króla Anglii i Szkocji Wilhelma III Orańskiego rozpoczęły oblężenie Limerick.
- 1694 – Sultan Husajn został koronowany na szacha Persji.
- 1712 – Wojna o sukcesję hiszpańską: wojska francuskie rozpoczęły oblężenie Douai.
- 1714 – III wojna północna: pierwsze w historii poważne zwycięstwo floty rosyjskiej w bitwie pod Hanko ze Szwedami.
- 1720 – III wojna północna: zwycięstwo floty rosyjskiej nad szwedzką w bitwie morskiej pod Granhamn.
- 1743 – Podpisano rosyjsko-szwedzki traktat pokojowy w Åbo (Turku). Rosja zagarnęła południową część Finlandii i utrwaliła swe wpływy w Szwecji.
- 1789 – Utworzono Departament Wojny Stanów Zjednoczonych.
- 1794 – Whiskey Rebellion: prezydent USA George Washington, odwołując się do praw stanu wojennego, powołał pod broń milicje stanów objętych rewoltą.
- 1814 – Papież Pius VII wydał bullę przywracającą do istnienia zakon jezuitów.
- 1815 – Napoleon Bonaparte odpłynął na pokładzie brytyjskiego statku HMS „Northumberland” na zesłanie na Wyspę Świętej Heleny.
- 1819 – Simón Bolívar pokonał wojska hiszpańskie w bitwie nad rzeką Boyacá(inne języki), decydującej o niepodległości Kolumbii.
- 1856 – Do Australii przybyli pierwsi polscy osadnicy.
- 1864 – Wojna secesyjna: zwycięstwo wojsk Unii w bitwie pod Moorefield (Wirginia Zachodnia).
- 1888 – w Londynie została zamordowana Martha Tabram, niekiedy uznawana za ofiarę Kuby Rozpruwacza.
- 1894 – Tage Reedtz-Thott został premierem Danii.
- 1898 – Manuel Antonio Sanclemente został prezydentem Kolumbii.
- 1901 – Na ulice czeskiego Mostu i sąsiedniego Litvínova wyjechały pierwsze tramwaje elektryczne.
- 1904 – Rafael Reyes Prieto został prezydentem Kolumbii.
- 1908 – W Austrii odkryto figurkę Wenus z Willendorfu sprzed 22000–24000 lat.
- 1910 – Carlos Eugenio Restrepo został prezydentem Kolumbii.
- 1912 – Austriacki fizyk Victor Franz Hess w czasie lotu balonem odkrył promieniowanie kosmiczne.
- 1914 – José Vicente Concha został prezydentem Kolumbii.
- 1915 – Ukazał się ostatni numer białoruskiego tygodnika „Nasza Niwa”.
- 1918 – Marco Fidel Suárez został prezydentem Kolumbii.
- 1920 – Na kongresie w Salzburgu czerwona flaga z białym okręgiem i czarną swastyką została ustanowiona oficjalnym symbolem NSDAP.
- 1921 – Turkmenia (jako obwód turkmeński) została przyłączona do Turkiestańskiej ASRR.
- 1922 – Pedro Nel Ospina został prezydentem Kolumbii.
- 1924 – Założono peruwiański klub piłkarski Universitario Lima.
- 1926 – Miguel Abadía Méndez został prezydentem Kolumbii.
- 1930:
  - Enrique Olaya Herrera został prezydentem Kolumbii.
  - Richard Bedford Bennett został premierem Kanady.
  - W Marion w stanie Indiana dwaj Afroamerykanie podejrzani o dokonanie gwałtu i morderstwa, Thomas Shipp i Abram Smith, zostali wywleczeni z policyjnego aresztu i zlinczowani przez tłum.
- 1933 – W wiosce Simele doszło do pierwszej z serii masakr Asyryjczyków, dokonanych przez irackie wojska rządowe. W dniach 7–11 sierpnia zamordowano 600–3000 osób.
- 1934:
  - Alfonso López Pumarejo został prezydentem Kolumbii.
  - Franz von Papen zrezygnował ze stanowiska wicekanclerza w rządzie Adolfa Hitlera. Stanowisko to nie zostało ponownie obsadzone.
- 1938 – Eduardo Santos Montejo został prezydentem Kolumbii.
- 1941:
  - W nocy z 7 na 8 sierpnia Armia Czerwona przy użyciu bombowców DB-3 dokonała pierwszego bombardowania stolicy III Rzeszy[4].
  - Dokonano oblotów amerykańskiego samolotu torpedowo-bombowego Grumman TBF Avenger i radzieckiego myśliwca Pe-3.
  - Premiera amerykańskiego filmu fantasy Awantura w zaświatach w reżyserii Alexandra Halla.
  - Władysław Broniewski został zwolniony z więzienia w Ałmaty na mocy amnestii wynikającej z układu Sikorski-Majski.
- 1942:
  - Alfonso López Pumarejo został po raz drugi prezydentem Kolumbii.
  - Wojna na Pacyfiku: Amerykanie dokonali desantu na wyspie Guadalcanal w archipelagu Wysp Salomona.
- 1943:
  - Front wschodni: Armia Czerwona rozpoczęła operację smoleńską.
  - Wojna na Pacyfiku: zwycięstwo floty amerykańskiej w bitwie w zatoce Vella na Wyspach Salomona.
- 1944:
  - Front zachodni: rozpoczęła się bitwa pod Falaise.
  - Gen. Dietrich von Choltitz otrzymał od Adolfa Hitlera nominację na wojskowego gubernatora Paryża i rozkaz obrony miasta bez względu na straty i zniszczenia, którego nie wykonał.
- 1946 – Mariano Ospina Pérez został prezydentem Kolumbii.
- 1947 – Zakończyła się wyprawa pod dowództwem norweskiego podróżnika Thora Heyerdahla na tratwie „Kon-Tiki” z Peru na wyspy Polinezji.
- 1948 – Willem Drees został premierem Holandii.
- 1950 – Laureano Gómez Castro został prezydentem Kolumbii.
- 1955 – Otwarto Wildparkstadion w niemieckim Karlsruhe.
- 1958 – Alberto Lleras Camargo został prezydentem Kolumbii.
- 1960 – Wybrzeże Kości Słoniowej uzyskało niepodległość (od Francji).
- 1962:
  - Frances Oldham Kelsey, urzędniczka amerykańskiej Agencji Żywności i Leków, została wyróżniona „President’s Award for Distinguished Federal Civilian Service” za niedopuszczenie do wprowadzenia do obrotu na terenie USA szkodliwego dla ludzkich płodów talidomidu.
  - Guillermo León Valencia został prezydentem Kolumbii.
- 1966:
  - Carlos Lleras Restrepo został prezydentem Kolumbii.
  - W Lansing w amerykańskim stanie Michigan doszło do zamieszek na tle rasowym.
- 1970:
  - Gen. Akwasi Afrifa ustąpił ze stanowiska prezydenta Ghany. Tymczasowym prezydentem został Nii Amaa Ollennu.
  - Misael Pastrana Borrero(inne języki) został prezydentem Kolumbii.
  - Zakończyła się egipsko-izraelska tzw. wojna na wyczerpanie.
- 1971 – W katastrofie samolotu Tu-104 w Irkucku zginęło 100 osób.
- 1974:
  - Alfonso López Michelsen został prezydentem Kolumbii.
  - Francuski linoskoczek Philippe Petit przeszedł nielegalnie po linie rozpiętej między bliźniaczymi wieżami World Trade Center.
- 1977 – Jamshid Amouzegar został premierem Iranu.
- 1978 – Julio César Turbay Ayala został prezydentem Kolumbii.
- 1979 – Wypadek jądrowy w tajnej elektrowni w stanie Tennessee. Około 1000 osób zostało napromieniowanych dawką pięciokrotnie przekraczającą dawkę roczną.
- 1982:
  - Armeńska organizacja terrorystyczna ASALA dokonała zamachu bombowego na lotnisko w Ankarze. Zginęło 9 osób, a 70 zostało rannych.
  - Belisario Betancur został prezydentem Kolumbii.
- 1983 – W Helsinkach rozpoczęły się I Mistrzostwa Świata w Lekkoatletyce.
- 1986 – Virgilio Barco Vargas został prezydentem Kolumbii.
- 1987:
  - 106 osób (w tym wiele dzieci wracających z letnich kolonii) zginęło w katastrofie kolejowej w Kamieńsku Szachtyńskim w południowej Rosji.
  - W mieście Gwatemala, z inicjatywy prezydenta Kostaryki Óscara Ariasa Sáncheza, 5 państw Ameryki Środkowej przyjęło regionalny plan pokojowy.
- 1988 – Angolskie myśliwce MiG-23 usiłowały zestrzelić samolot BAe-125, którym leciał prezydent Botswany Quett Masire. Uszkodzony samolot zdołał bezpiecznie wylądować awaryjnie.
- 1990 – César Gaviria został prezydentem Kolumbii.
- 1994 – Ernesto Samper Pizano został prezydentem Kolumbii.
- 1995:
  - 24 osoby zginęły, a 40 zostało rannych gdy tamilski zamachowiec-samobójca wysadził się w budynku rządowym w Kolombo na Sri Lance.
  - Brytyjczyk Jonathan Edwards, podczas odbywających się w Göteborgu V Mistrzostw Świata w Lekkoatletyce, po raz pierwszy przekroczył granicę 18 metrów w trójskoku, ustanawiając rekord świata wynikiem 18,16 m, a następnie 18,29 m.
- 1998:
  - Andrés Pastrana Arango został prezydentem Kolumbii.
  - W wyniku ataków terrorystycznych al-Ka’idy na amerykańskie ambasady w stolicy Kenii Nairobi i ówczesnej stolicy Tanzanii Dar es Salaam śmierć poniosły 224 osoby, a 4500 zostało rannych.
- 1999 – Wybuchła rosyjsko-czeczeńska wojna o Dagestan.
- 2002 – Podczas ceremonii zaprzysiężenia Álvaro Uribe na urząd prezydenta Kolumbii rebelianci z Rewolucyjnych Sił Zbrojnych Kolumbii-Armii Ludowej (FARC) dokonali ataku moździerzowego na pałac prezydencki, w wyniku którego zginęło 21 osób.
- 2003 – W wyniku wybuchu samochodu-pułapki przed ambasadą Jordanii w Bagdadzie zginęło 19 osób, a ponad 50 zostało rannych.
- 2004 – W Grecji otwarto most Rio-Andirio o długości 2883 m.
- 2005 – Podczas napadu na bank w brazylijskim mieście Fortaleza zrabowano łup o wartości 150 mln reali (około 52 mln euro).
- 2008 – W nocy z 7 na 8 sierpnia Gruzja przeprowadziła operację wojskową przeciwko separatystycznej Osetii Południowej, co doprowadziło do wybuchu wojny gruzińsko-rosyjskiej.
- 2010:
  - 43 osoby zginęły, a 185 zostało rannych w serii zamachów bombowych w irackiej Basrze.
  - Juan Manuel Santos został prezydentem Kolumbii.
- 2011 – Były pierwszy prezydent Wysp Świętego Tomasza i Książęcej Manuel Pinto da Costa zwyciężył w II turze wyborów i 3 września ponownie objął urząd.
- 2014 – Prezydent Barack Obama zatwierdził udział lotnictwa amerykańskiego w międzynarodowej interwencji przeciwko Państwu Islamskiemu.
- 2016 – W wyniku powodzi błyskawicznej, która nawiedziła stolicę Macedonii Północnej Skopje zginęły 22 osoby (6–7 sierpnia).
- 2018 – Iván Duque Márquez został prezydentem Kolumbii.
- 2020 – W Kozhikode w południowych Indiach w katastrofie Boeinga 737-86J należącego do Air India Express zginęło 21 spośród 190 osób na pokładzie.
- 2024 – Podczas XXXIII Letnich Igrzysk Olimpijskich w Paryżu Aleksandra Mirosław zdobyła złoty medal w wspinaczce na czas.

## Eksploracja kosmosu
- 1959 – Został wystrzelony amerykański satelita naukowy Explorer 6.
- 1961 – Zakończyła się misja statku kosmicznego Wostok 2 (6–7 sierpnia) z Giermanem Titowem na pokładzie.
- 1969 – Została wystrzelona radziecka sonda księżycowa Zond 7.
- 1971 – Zakończyła się załogowa misja księżycowa Apollo 15.
- 1976 – Program Viking: sonda Viking 2 weszła na orbitę Marsa.

## Urodzili się
- 317 – Konstancjusz II, cesarz rzymski (zm. 361)
- 594 – Kōgyoku, cesarz Japonii (zm. 661)
- 1420 – Małgorzata Sabaudzka, księżniczka Sabaudii, królowa Neapolu, księżna Palatynatu, hrabina Wirtembergii (zm. 1479)
- 1533:
  - Alonso de Ercilla y Zúñiga, hiszpański arystokrata, wojskowy, poeta (zm. 1594)
  - Valentin Weigel, niemiecki teolog, filozof, pisarz (zm. 1588)
- 1560 – Elżbieta Batory, węgierska hrabina, seryjna morderczyni (zm. 1614)
- 1571 – Thomas Lupo, angielski kompozytor (zm. 1627)
- 1590 – Karol Habsburg, książę nyski i cieszyński, biskup wrocławski, wielki mistrz zakonu krzyżackiego (zm. 1624)
- 1598 – Georg Stiernhielm, szwedzki urzędnik państwowy, badacz języka, poeta (zm. 1672)
- 1600 – Eleonora Maria, księżniczka Anhalt-Bernburg, księżna Meklemburgii-Güstrow (zm. 1657)
- 1619 – Anna Katarzyna Konstancja, królewna polska (zm. 1651)
- 1640 – Jacob Verheije, holenderski polityk (zm. 1718)
- 1649 – Karol Józef Habsburg, arcyksiążę austriacki, biskup wrocławski, ołomuniecki i pasawski, koadiutor wielkiego mistrza zakonu krzyżackiego (zm. 1664)
- 1679 – Benedetto Erba Odescalchi, włoski duchowny katolicki, arcybiskup Mediolanu, kardynał (zm. 1740)
- 1742 – Nathanael Greene, amerykański generał (zm. 1786)
- 1751 – Wilhelmina, księżniczka pruska (zm. 1820)
- 1760 – Anna Margaretha Zwanziger, niemiecka seryjna morderczyni (zm. 1811)
- 1779 – Carl Ritter, niemiecki geograf (zm. 1859)
- 1783 – Amelia Hanowerska, księżniczka brytyjska (zm. 1810)
- 1790 – Antoni Frenzel, niemiecki duchowny katolicki, biskup pomocniczy warmiński (zm. 1873)
- 1791 – Adolf Ivar Arwidsson, fiński historyk, pisarz, dziennikarz (zm. 1858)
- 1795 – Joseph Rodman Drake, amerykański poeta (zm. 1820)
- 1797 – Eustachy Kajetan Sapieha, polski szlachcic, uczestnik powstania listopadowego, emigrant (zm. 1860)
- 1805 – Jakub Salinger, polski kupiec, uczestnik powstania styczniowego, zesłaniec pochodzenia niemieckiego (zm. 1881)
- 1808 – Kajetan Kielisiński, polski grafik, rysownik (zm. 1849)
- 1811 – Rudolf Fryderyk Friedlein, polski bibliotekarz, wydawca, uczestnik powstania listopadowego pochodzenia niemieckiego (zm. 1873)
- 1819 – Ion Emanuel Florescu, rumuński generał (zm. 1893)
- 1822 – Maria Kalergis, polska pianistka, mecenas sztuki (zm. 1874)
- 1832 – Julius Epstein, austriacki pianista, pedagog (zm. 1926)
- 1835 – Roswell Flower, amerykański polityk (zm. 1899)
- 1844 – Rudolf Lubecki, polski duchowny rzymskokatolicki, publicysta, działacz społeczny i narodowy (zm. 1891)[5]
- 1847 – Wacław Wojciech Olszyński, polski ziemianin, uczestnik powstania styczniowego (zm. 1931)
- 1850 – Iwan Dłużanski, ukraiński prawnik, sędzia, polityk (zm. 1930)
- 1856:
  - Kajetan Abgarowicz, polski dziennikarz, pisarz pochodzenia ormiańskiego (zm. 1909)
  - Aleksander Biborski, polski architekt (zm. 1937)
- 1858 – Martynas Jankus, litewski działacz narodowy, publicysta, wydawca (zm. 1946)
- 1860 – Fiodor Schechtel, rosyjski architekt (zm. 1926)
- 1862:
  - Wiktoria Badeńska, królowa Szwecji (zm. 1930)
  - Aleksander Orłowski, polski dyrygent, kompozytor, działacz plebiscytowy (zm. 1932)
- 1863 – Scipione Riva-Rocci, włoski pediatra, wynalazca (zm. 1937)
- 1867 – Emil Nolde, niemiecki malarz, grafik (zm. 1956)
- 1868 – Granville Bantock, brytyjski kompozytor (zm. 1946)
- 1869 – Józef Gambaro, włoski franciszkanin, misjonarz, męczennik, święty (zm. 1900)
- 1870 – Gustav Krupp, niemiecki przemysłowiec (zm. 1950)
- 1871 – Abanindranath Tagore, indyjski malarz, grafik (zm. 1951)
- 1874:
  - Johannes Andreas Jolles, niemiecki krytyk literacki, badacz literatury (zm. 1946)
  - Antoni Kaczyński, polski i rosyjski generał (zm. 1925)
- 1876:
  - John August Anderson, amerykański astronom (zm. 1959)
  - Mata Hari, holenderska tancerka (zm. 1917)
- 1877:
  - Józef Ksawery Gorosterratzu Jaunarena, hiszpański redemptorysta, męczennik, błogosławiony (zm. 1936)
  - Hermann Rauschning, niemiecki polityk, prezydent Gdańska (zm. 1982)
  - Ulrich Salchow, szwedzki łyżwiarz figurowy (zm. 1949)
- 1879 – Piotr Kreczeuski, białoruski nauczyciel, dziennikarz, polityk (zm. 1928)
- 1881:
  - François Darlan, francuski admirał, polityk, wicepremier Rządu Vichy (zm. 1942)
  - Janina Nowotnowa, polska malarka, graficzka (zm. 1963)
- 1883 – Joachim Ringelnatz, niemiecki poeta, malarz, rysownik, karykaturzysta (zm. 1934)
- 1884:
  - Billie Burke, amerykańska aktorka (zm. 1970)
  - Jan Durczak, polski działacz socjalistyczny i związkowy, polityk, poseł na Sejm Ustawodawczy (zm. 1945)
  - Stefania Podhorska-Okołów, polska publicystka, tłumaczka, pisarka (zm. 1962)
- 1885 – Stanisław Hirszel, polski malarz, grafik, karykaturzysta (zm. 1937)
- 1887 – Elsbeth Schragmüller, niemiecka agentka wywiadu (zm. 1940)
- 1888 – Kajetan Rożnowski, polski działacz samorządowy, polityk (zm. 1965)
- 1889 – Léon Brillouin, francuski fizyk (zm. 1969)
- 1890 – Elizabeth Gurley Flynn, amerykańska działaczka związkowa, feministka (zm. 1964)
- 1891 – Wacław Pająk, polski malarz (zm. 1926)
- 1892 – Stanisław Piro, polski major artylerii (zm. 1956)
- 1893:
  - Hans-Georg von der Marwitz, niemiecki pilot wojskowy, as myśliwski (zm. 1925)
  - Günther Rittau, niemiecki reżyser i operator filmowy (zm. 1971)
- 1896:
  - Mosze Aram, izraelski polityk (zm. 1978)
  - René Montrion, francuski pilot myśliwski (zm. 1918)
- 1899:
  - Anna Lacková-Zora, słowacka poetka, pisarka (zm. 1988)
  - Stanisław Mayer, polski major dyplomowany artylerii (zm. 1982)
  - Oldřich Nový, czeski aktor, reżyser, dramaturg, piosenkarz (zm. 1983)
- 1900:
  - Alan Helffrich, amerykański lekkoatleta, sprinter (zm. 1994)
  - Leon Sperling, polski piłkarz, trener pochodzenia żydowskiego (zm. 1941)
- 1901:
  - George Renwick, brytyjski lekkoatleta, sprinter (zm. 1984)
  - August Scholtis, niemiecki pisarz (zm. 1969)
  - Julija Sołncewa, rosyjska reżyserka filmowa (zm. 1989)
- 1902:
  - Maurice Henry Dorman, brytyjski dyplomata (zm. 1993)
  - Jerzy Drzewiecki, polski konstruktor lotniczy, pilot doświadczalny (zm. 1990)
  - Ann Harding, amerykańska aktorka (zm. 1981)
  - Douglas Lowe, brytyjski lekkoatleta, średniodystansowiec (zm. 1981)
  - Boris Szpitalny, rosyjski konstruktor broni (zm. 1972)
- 1903:
  - Ernst Laws, niemiecki duchowny katolicki, pisarz, redaktor, wydawca (zm. 1981)
  - Louis Leakey, brytyjski archeolog, paleontolog, wykładowca akademicki (zm. 1972)
  - Władysław Pacholczyk, polski nauczyciel, działacz narodowy, członek NOW, podporucznik NSZ (zm. 1944)
- 1904: 
  - Ralph Bunche, amerykański dyplomata, laureat Pokojowej Nagrody Nobla (zm. 1971)
  - Tadeusz Chromecki, polski dyplomata (zm. 1957)
  - Aleksandr Gołowanow, radziecki marszałek lotnictwa, polityk (zm. 1975)
  - Kazimierz Gryglas, polski działacz komunistyczny (zm. 1964)
  - Tadeusz Landecki, polski historyk, pedagog (zm. 1948)
  - Sofja Sidorowa, radziecka i jakucka polityk (zm. 1951)
- 1905:
  - Władysław Araszkiewicz, polski wynalazca, wykładowca akademicki (zm. 1984)
  - Anna Rudawcowa, polska poetka, pisarka, aktorka, nauczycielka, działaczka patriotyczna (zm. 1981)
- 1906 – Leopold Lewicki, polsko-ukraiński malarz, grafik, rzeźbiarz (zm. 1973)
- 1908:
  - Eqrem Çabej, albański językoznawca, etnolog (zm. 1980)
  - Hiranmoy Ghoshal, indyjski pisarz, tłumacz, dyplomata, językoznawca (zm. 1969)
- 1909:
  - Aleksandra Kujałowicz, polska nauczycielka, działaczka społeczna (zm. 1940)
  - Marian Łapiński, polski elektrotechnik, wykładowca akademicki (zm. 1992)
- 1911:
  - István Bibó, węgierski prawnik, urzędnik państwowy, polityk, teoretyk polityki (zm. 1979)
  - Jan Pietraszko, polski duchowny katolicki, biskup pomocniczy krakowski (zm. 1988)
  - Nicholas Ray, amerykański reżyser filmowy (zm. 1979)
- 1912 – Stephen Lysak, amerykański kajakarz, kanadyjkarz (zm. 2002)
- 1913 – Hryhorij Maciejko, ukraiński nacjonalista, zamachowiec (zm. 1966)
- 1914 – Jean Carmignac, francuski prezbiter katolicki, biblista, qumranolog (zm. 1986)
- 1916:
  - Lawrence Picachy, hinduski duchowny katolicki, arcybiskup Kalkuty, kardynał (zm. 1992)
  - Eustachy Seweryn Sapieha, polski porucznik kawalerii, myśliwy (zm. 2004)
- 1917 – Melvin H. Evans, polityk z Wysp Dziewiczych Stanów Zjednoczonych, gubernator (zm. 1984)
- 1918:
  - Aleksander Kulisiewicz, polska dziennikarz, śpiewak (zm. 1982)
  - Laryssa Mitzner, polska pisarka pochodzenia ukraińskiego (zm. 1987)
- 1919:
  - Kim Borg, duński śpiewak operowy (bas) (zm. 2000)
  - Hubert Gruszczyk, polski geolog (zm. 1985)
  - Józef Rumiński, polski historyk, archiwista (zm. 2000)
- 1920:
  - Janina Kasprzakowa, polska historyk (zm. 1999)
  - Edward Klabiński, polski kolarz szosowy (zm. 1997)
  - Leopold Láznička, czechosłowacki lekkoatleta, sprinter (zm. 2003)
  - Josef Musil, austriacki piłkarz, bramkarz (zm. 2005)
- 1921:
  - Wiktor Budzyński, polski producent filmowy (zm. 2007)
  - Elżbieta Rufener-Sapieha, polska malarka (zm. 2008)
  - Michaił Smirnowski, radziecki dyplomata, polityk (zm. 1989)
- 1922:
  - René Bader, szwajcarski piłkarz, trener (zm. 1995)
  - Josef Georg Pfab, niemiecki redemptorysta (zm. 2000)
- 1923 – Janina Hartwig, polska reżyserka i scenarzystka filmowa (zm. 1992)
- 1924:
  - Sławomir Matczak, polski aktor, reżyser (zm. 1994)
  - Aleksandra Sikorowa, polska zoolog, hydrobiolog, wykładowczyni akademicka (zm. 2016)
  - Jerzy Ziomek, polski historyk literatury, wykładowca akademicki (zm. 1990)
- 1925:
  - Ryszard Krzywka, polski artysta grafik (zm. 2009)
  - Art Laboe, amerykański didżej, prezenter radiowy (zm. 2022)
  - Stefan Niewczyk, polski lutnik (zm. 2007)
  - Armand Gaétan Razafindratandra, madagaskarski duchowny katolicki, arcybiskup Antananarywy, kardynał (zm. 2010)
  - Władimir Zarubin, rosyjski animator (zm. 1996)
- 1926:
  - Stan Freberg, amerykański aktor głosowy, lalkarz, pisarz (zm. 2015)
  - Jan Wojciech Gadomski, polski dziennikarz, publicysta (zm. 2017)
- 1927:
  - Henryk Jerzy Marconi, polski architekt (zm. 2011)
  - Hans Ludwig Martensen, duński duchowny katolicki, jezuita, biskup Kopenhagi (zm. 2012)
  - Carl Switzer, amerykański aktor (zm. 1959)
- 1928:
  - Leo Goodman – amerykański statystyk (zm. 2020)
  - Stephen Marlowe, amerykański pisarz (zm. 2008)
  - James Randi, kanadyjski iluzjonista (zm. 2020)
- 1929:
  - Zuzanna Helska, polska aktorka (zm. 2016)
  - Tadeusz Zimecki, polski pisarz, dziennikarz (zm. 2007)
- 1930:
  - Sergio Fantoni, włoski aktor (zm. 2020)
  - Zdzisław Kwapisz, polski koszykarz, trener
  - Veljo Tormis, estoński kompozytor, organista (zm. 2017)
  - Ryszard Ułamek, polski komandor (zm. 2017)
  - Veludo, brazylijski piłkarz (zm. 1973)
- 1931:
  - Per Åhlin, szwedzki rysownik, reżyser filmów animowanych (zm. 2023)
  - Charis Juniczew, rosyjski pływak (zm. 2006)
- 1932:
  - Maria Berny, polska polityk, senator RP (zm. 2021)
  - Abebe Bikila, etiopski lekkoatleta, maratończyk (zm. 1973)
  - Edward Hardwicke, brytyjski aktor (zm. 2011)
  - Franciszek Woźniak, polski kompozytor, pianista, pedagog (zm. 2009)
  - Roman Wysocki, polski koszykarz, trener, sędzia, działacz sportowy (zm. 2008)
- 1933:
  - Elinor Ostrom, amerykańska politolog, laureatka Nagrody Banku Szwecji im. Alfreda Nobla w dziedzinie ekonomii (zm. 2012)
  - Jerry Pournelle, amerykański pisarz (zm. 2017)
- 1934:
  - Zbigniew Biernat, polski polityk, prezydent Gdyni (zm. 2013)
  - Giancarlo Crosta, włoski wioślarz (zm. 2024)
  - Witold Nawrocki, polski eseista, krytyk i historyk literatury, tłumacz (zm. 2013)
  - Hanna Zembrzuska, polska aktorka (zm. 2023)
- 1935:
  - Rahsaan Roland Kirk, amerykański multiinstrumentalista jazzowy (zm. 1977)
  - Pedro Manfredini, argentyński piłkarz (zm. 2019)
  - Irena Wierzbowska-Młotkowska, polska strzelczyni sportowa
- 1937:
  - Joseph Devine, szkocki duchowny katolicki, biskup Motherwell (zm. 2019)
  - Tore Eriksson, szwedzki biathlonista (zm. 2017)
  - Rosemary Smith, irlandzka kierowca wyścigowa, projektantka mody (zm. 2023)
- 1938:
  - Verna Bloom, amerykańska aktorka (zm. 2019)
  - Giorgetto Giugiaro, włoski projektant przemysłowy
  - Jan Kieniewicz, polski historyk, profesor nauk humanistycznych, dyplomata (zm. 2024)
  - Marius Klumperbeek, holenderski wioślarz
  - Wang Chien-shien, tajwański polityk
- 1939:
  - Michał Bidas, polski trener koszykarski, nauczyciel akademicki (zm. 2019)
  - Andrzej Bilik, polski dziennikarz, publicysta, dyplomata (zm. 2023)
  - Mile Bogović, chorwacki duchowny katolicki, biskup Gospić-Senj (zm. 2020)
  - Wojciech Przybylski, polski piłkarz, trener, działacz sportowy i polityczny (zm. 2021)
  - Sally Thomas, australijska prawnik, polityk
- 1940:
  - Tom Barlow, amerykański polityk (zm. 2017)
  - Jean-Luc Dehaene, belgijski i flamandzki polityk, premier Belgii (zm. 2014)
  - Camilo Lorenzo Iglesias, hiszpański duchowny katolicki, biskup Astorgi (zm. 2020)
  - Mário Clemente Neto, brazylijski duchowny katolicki, biskup prałat Tefé (zm. 2024)
- 1941:
  - Franco Columbu, włoski kulturysta, strongman, trójboista siłowy, aktor (zm. 2019)
  - Bob Etheridge, amerykański polityk
  - Jerzy Wróblewski, polski rysownik, autor komiksów (zm. 1991)
- 1942:
  - Kazimierz Barburski, polski szermierz (zm. 2016)
  - Tobin Bell, amerykański aktor
  - Carlos Monzón, argentyński bokser (zm. 1995)
  - Hadriaan van Nes, holenderski wioślarz (zm. 2024)
  - B.J. Thomas, amerykański wokalista country (zm. 2021)
  - Ahmad uld Daddah, mauretański ekonomista, polityk
- 1943:
  - Muhammad Badi, egipski polityk islamistyczny
  - Alain Corneau, francuski reżyser filmowy (zm. 2010)
  - Mieke Jaapies, holenderska kajakarka
- 1944:
  - Ferruccio Fazio, włoski lekarz, wykładowca akademicki, polityk
  - John Glover, amerykański aktor
  - Dave Morgan, brytyjski kierowca wyścigowy (zm. 2018)
- 1945:
  - Włodzimierz Chmielewski, polski wioślarz (zm. 2014)
  - Ian Gougeon, amerykański żeglarz lodowy
  - Josef Wanunu, izraelski polityk
- 1946:
  - Met Bega, albański aktor (zm. 2015)
  - Helena Döse, szwedzka śpiewaczka operowa (sopran)
  - Leoncjusz (Englistriotis), cypryjski biskup prawosławny
  - Janusz Kruk, polski muzyk, wokalista, kompozytor, członek zespołu 2 plus 1 (zm. 1992)
  - John C. Mather, amerykański astrofizyk, laureat Nagrody Nobla
- 1947:
  - Anna Dodziuk, polska psychoterapeutka, publicystka i redaktor
  - Amangeldy Muralijew, kirgiski polityk, premier Kirgistanu
  - Kerry Reid, australijska tenisistka
  - Sofia Rotaru, rosyjska piosenkarka pochodzenia mołdawskiego
- 1948:
  - James P. Allison, amerykański immunolog
  - Fred Brown, amerykański koszykarz
  - Dan Chaluc, izraelski generał porucznik
  - Wolfgang Haas, liechtensteiński duchowny katolicki, arcybiskup Vaduz
  - Leszek Świgoń, polski aktor (zm. 2009)
- 1949:
  - Catherine Bokassa, cesarzowa środkowoafrykańska
  - Siergiej Budałow, rosyjski lekkoatleta, skoczek wzwyż
  - Jay Cassidy, amerykański montażysta filmowy
  - Klemens (Kapalin), rosyjski biskup prawosławny
  - Wiktor Polak, polski kierowca rajdowy
  - Tim Renwick, amerykański gitarzysta rockowy
  - Romana Troicka, polska łyżwiarka szybka, trenerka
  - Bogumiła Zamora, polska nazaretanka (zm. 2012)
- 1950:
  - Jon Hall, amerykański informatyk
  - Mark Irwin, kanadyjski operator filmowy
  - Alan Keys, amerykański działacz katolicki, polityk, dyplomata
  - Iwan Mielnikow, rosyjski polityk
  - Kessai Note, marszalski polityk, prezydent Wysp Marshalla
  - Dave Wottle, amerykański lekkoatleta, średniodystansowiec
- 1951:
  - Gary Hall Sr., amerykański pływak
  - Pete Way, brytyjski basista, członek zespołu UFO (zm. 2020)
- 1952:
  - Caroline Aaron, amerykańska aktorka
  - Jan Borkowski, polski polityk, wiceminister, poseł na Sejm RP
  - Roger Boyes, brytyjski dziennikarz, publicysta, pisarz
  - Kees Kist, holenderski piłkarz
  - Dariusz Podobas, polski lekkoatleta, sprinter i płotkarz
  - Sylvie Willard, francuska brydżystka
- 1953:
  - Guy de Kérimel, francuski duchowny katolicki, biskup Grenoble-Vienne
  - Andrzej Pawlukiewicz, polski pianista, kompozytor
  - Jürg Tanner, szwajcarski curler
- 1954:
  - Walerij Gazzajew, rosyjski trener piłkarski
  - Francisco Guterres, wschodniotimorski polityk, prezydent Timoru Wschodniego
  - Wiktor Medwedczuk, ukraiński polityk
  - Jonathan Pollard, amerykański analityk wywiadu marynarki wojennej USA, szpieg izraelski
  - Antonio Resines, hiszpański aktor
  - Aleh Trusau, białoruski historyk, archeolog, wykładowca akademicki, polityk
- 1955:
  - Diane Downs, amerykańska morderczyni
  - Raul Gazolla, brazylijski aktor
  - Celso Guity, honduraski piłkarz
  - Wayne Knight, amerykański aktor
  - Władimir Sorokin, rosyjski pisarz
- 1956:
  - Benyamin Yosef Bria, indonezyjski duchowny katolicki, biskup Denpasar
  - Hans Enoksen, grenlandzki polityk, premier Grenlandii
  - Clint Richardson, amerykański koszykarz
- 1957:
  - Aleksandr Ditiatin, rosyjski gimnastyk
  - Zdenka Kramplová, słowacka polityk
- 1958:
  - Bruce Dickinson, brytyjski wokalista, członek zespołu Iron Maiden
  - Zlatko Krmpotić, serbski piłkarz, trener
  - Bart Staes, belgijski i flamandzki polityk
- 1959:
  - Stephen Chow Sau-yan, chiński duchowny katolicki, biskup Hongkongu, kardynał
  - Edward Simoni, polsko-niemiecki muzyk, kompozytor
  - Walancina Żurauska, białoruska nauczycielka, polityk
- 1960:
  - David Duchovny, amerykański aktor, reżyser, scenarzysta, producent, wokalista pochodzenia żydowsko-szkockiego
  - Franciszek Fejdych, polski samorządowiec, burmistrz Prudnika
  - Javier Garay, meksykański piłkarz, trener
  - Sekou Keita, gwinejski piłkarz
  - Bruno Muccioli, sanmaryński piłkarz
  - Sławomir Oder, polski duchowny katolicki, biskup diecezjalny gliwicki
  - Rosana Pastor, hiszpańska aktorka
  - Steven Rooks, holenderski kolarz szosowy
- 1961:
  - Jelena Dawydowa, rosyjska gimnastyczka
  - Roman Grudziński, polski skoczek spadochronowy (zm. 1989)
  - Jarosław Idzi, polski pięcioboista nowoczesny, dziennikarz i komentator sportowy
  - Gesine Lötzsch, niemiecka działaczka samorządowa, polityk
  - Mårdøn Smet, duński rysownik
- 1962:
  - José Hernández, amerykański inżynier elektrotechnik, astronauta pochodzenia meksykańskiego
  - Joanna Przybyłowska, polska aktorka
  - Alain Robert, francuski wspinacz
  - Michael Weikath, niemiecki gitarzysta, członek zespołu Helloween
- 1963:
  - Richard Egarr, brytyjski klawesynista, pianista, dyrygent
  - Wojciech Gorgoń, polski piłkarz, sędzia piłkarski
  - Hiroaki Hirata, japoński aktor głosowy
  - Harold Perrineau Jr., amerykański aktor
  - Bogdan Pisz, polski piłkarz, trener
  - Bahne Rabe, niemiecki wioślarz (zm. 2001)
  - Paul Simick, indyjski duchowny katolicki, wikariusz apostolski Nepalu
  - Aleksandar Zograf, serbski rysownik, autor komiksów
- 1964:
  - Grzegorz Dominik, polski płetwonurek (zm. 2006)
  - Zoran Lutovac, serbski politolog, dyplomata, polityk
  - Mario Scirea, włoski kolarz szosowy
- 1965:
  - Jocelyn Angloma, francusko-gwadelupski piłkarz
  - Youssef Hocine, francuski florecista
  - José Manuel Imbamba, angolski duchowny katolicki, arcybiskup Saurimo
  - Iwona Jasser, polska hydrobiolog
  - Krzysztof Kościelniak, polski duchowny katolicki, wykładowca akademicki
  - Bernd Truntschka, niemiecki hokeista
- 1966:
  - Kristin Hersh, amerykańska piosenkarka, kompozytorka
  - Stefan Heße, niemiecki duchowny katolicki, arcybiskup metropolita Hamburga
  - Birte Karalus, niemiecka dziennikarka i prezenterka telewizyjna
  - Ezio Madonia, włoski lekkoatleta, sprinter
  - Ivan Tabanov, mołdawski piłkarz, trener
  - Jarosław Urbaniak, polski polityk, samorządowiec, poseł na Sejm RP, prezydent Ostrowa Wielkopolskiego
  - Jimmy Wales, amerykański przedsiębiorca, założyciel Wikipedii
- 1967:
  - Gilberto Angelucci, wenezuelski piłkarz, bramkarz
  - Mecnur Çolak, turecki piłkarz (zm. 2021)
  - Edoardo Costa, włoski aktor
  - Charlotte Lewis, brytyjska aktorka
  - Eston Mulenga, zambijski piłkarz (ur. 1993)
  - Renatas Norkus, litewski prawnik, dyplomata
  - Jewgienij Płatow, rosyjski łyżwiarz figurowy
- 1968:
  - Sławomir Berdychowski, polski pułkownik, dowódca i organizator Jednostki Wojskowej AGAT (zm. 2016)
  - Tomás Carbonell, hiszpański tenisista
  - Martin Max, niemiecki piłkarz pochodzenia polskiego
- 1969:
  - Khalid Boulami, marokański lekkoatleta, długodystansowiec
  - Paul Lambert, szkocki piłkarz, trener
  - Juris Radzevičs, łotewski polityk, samorządowiec
  - Aleksiej Sułtanow, rosyjski pianista (zm. 2005)
- 1970:
  - Marlies Askamp, niemiecka koszykarka
  - Hubert Białczewski, polski koszykarz
- 1971:
  - Gregor Fučka, słoweńsko-włoski koszykarz
  - Gerry Peñalosa, filipiński bokser
  - Sydney Penny, amerykańska aktorka
  - Ignacy (Rumiancew), rosyjski biskup prawosławny
  - Arkadiusz Wójs, polski fizyk, wykładowca akademicki
  - Artūrs Zakreševskis, łotewski piłkarz
- 1972:
  - Dorota Deląg, polska aktorka
  - Xeno Müller, szwajcarski wioślarz
  - Aleksiej Popogriebski, rosyjski reżyser i scenarzysta filmowy
  - Piotr Przybecki, polski piłkarz ręczny
  - Goran Vlaović, chorwacki piłkarz
- 1973:
  - Piotr Cichoń, polski kaskader, aktor
  - Rosângela Conceição, brazylijska judoczka, zapaśniczka
  - Bo Hanson, australijski wioślarz
  - Sławomir Kiedewicz, polski hokeista
  - Florent Laville, francuski piłkarz
  - Artur Łakomiec, polski samorządowiec, prezydent Ostrowca Świętokrzyskiego
  - Martín Menacho, boliwijski piłkarz
  - Kevin Muscat, australijski piłkarz, trener
  - Vinicius Pedrosa, brazylijski zapaśnik
  - Kimmo Rintanen, fiński hokeista, trener
  - Robbie Rivera, portorykański didżej, producent muzyczny
  - Krzysztof Szczypiorski, polski teleinformatyk
  - Henry Zambrano, kolumbijski piłkarz
- 1974:
  - Luca Calvani, włoski aktor
  - Iwona Demko, polska artystka wizualna, pedagog
  - Martyna Kliszewska, polska aktorka, malarka
  - Jerzy Michalski, polski aktor musicalowy
  - Marino Rahmberg, szwedzki piłkarz
  - Michael Shannon, amerykański aktor
  - Katarzyna Wilkowiecka, polska dyplomatka
  - Hanna Wronśka, ukraińska prawnik, polityk
  - Zdrawko Zanew, bułgarski strongman
- 1975:
  - Tadeusz Drzazga, polski sztangista
  - Jim van Fessem, holenderski piłkarz, bramkarz
  - Gaahl, norweski wokalista, autor tekstów, członek zespołów: Gorgoroth, Gaahlskagg, Trelldom, Sigfader, God Seed, Wardruna i Gaahls Wyrd
  - Rebecca Kleefisch, amerykańska polityk
  - Andrzej Kozłowski, polski aktor, kabareciarz
  - Uta Kühnen, niemiecka judoczka
  - Hans Matheson, brytyjski aktor
  - Charlize Theron, południowoafrykańska aktorka
  - Zbigniew Witkowski, polski trener piłkarski
  - Bartosz Zbaraszczuk, polski prawnik, polityk, wiceminister
- 1976:
  - Neisser Bent, kubański pływak
  - Alejandro Berrio, kolumbijski bokser
  - Jakub Dürr, czeski politolog, dyplomata (zm. 2023)
  - Dimitrios Elefteropulos, grecki piłkarz, bramkarz
  - Pablo Saile, argentyński aktor
- 1977:
  - Jamey Jasta, amerykański muzyk, wokalista, członek zespołu Hatebreed
  - Aleksandra Kurzak, polska śpiewaczka operowa (sopran)
  - Samantha Ronson, brytyjska piosenkarka, autorka tekstów, didżejka
  - Grzegorz Stępień, polski basista, członek zespołów: Oddział Zamknięty i Bimber Polland
  - Adam Zaczkowski, polski samorządowiec i urzędnik, wicewojewoda śląski
- 1978:
  - Alexandre Aja, francuski reżyser, scenarzysta i producent filmowy
  - Mirosław Haniszewski, polski aktor
  - Michael Holt, angielski snookerzysta
  - Cirroc Lofton, amerykański aktor
  - Vanness Wu, amerykańsko-tajwański aktor, piosenkarz
- 1979:
  - Nenad Đorđević, serbski piłkarz
  - Gary Forero, kolumbijski aktor, model
  - Gangsta Boo, amerykańska raperka (zm. 2023)
  - Monika Giemzo, polska lekkoatletka, sprinterka
  - Aneta Heliniak, polska lekkoatletka, tyczkarka
  - Eric Johnson, kanadyjski aktor
  - Anna Oberc, polska aktorka
  - Ahmed Saad Osman, libijski piłkarz
  - Juan Pablo Rodríguez, meksykański piłkarz
- 1980:
  - Godwin Attram, ghański piłkarz
  - George Blay, ghański piłkarz
  - Emin İmaməliyev, azerski piłkarz
  - Jaroslavas Jakšto, litewski bokser
  - Seiichirō Maki, japoński piłkarz
  - Aleksander Miszalski, polski samorządowiec, polityk, poseł na Sejm RP
  - Shane Orio, belizeński piłkarz, bramkarz
  - Christian Schreiber, niemiecki wioślarz
- 1981:
  - Robert Blair, brytyjski badmintonista
  - Anatolij Bogdanow, kazachski piłkarz pochodzenia rosyjskiego
  - Jerzy Gabryś, polski hokeista
  - Estefanía Juan, hiszpańska sztangistka
  - Paul Kpaka, sierraleoński piłkarz
  - Annerys Vargas, dominikańska siatkarka
  - Randy Wayne, amerykański aktor, producent i scenarzysta filmowy
- 1982:
  - Abbie Cornish, australijska aktorka, modelka
  - Juan Martín Hernández, argentyński rugbysta
  - Jana Kłoczkowa, ukraińska pływaczka
  - Brit Marling, amerykańska aktorka, producentka i scenarzystka filmowa
  - Marco Melandri, włoski motocyklista wyścigowy
  - Wasilis Spanulis, grecki koszykarz
  - Martin Wucziḱ, macedoński piłkarz
  - Agata Załęcka, polska aktorka, artystka kabaretowa
- 1983:
  - Christian Chávez, meksykański aktor, piosenkarz
  - Danny, portugalski piłkarz pochodzenia wenezuelskiego
  - Leandro Guilheiro, brazylijski judoka
  - Jan Hájek, czeski tenisista
  - Pauline Jacquin, francuska biathlonistka
  - Albina Łoginowa, rosyjska łuczniczka
  - Gojko Pijetlović, serbski piłkarz wodny
  - Michał Wojnar, polski muzyk, wokalista, lider zespołu Zabili Mi Żółwia
- 1984:
  - Roberto Braga, włoski siatkarz
  - Jonas Davidsson, szwedzki żużlowiec
  - Lester Hudson, amerykański koszykarz
  - Kamila Janiak, polska poetka, wokalistka
  - Ángel Lafita, hiszpański piłkarz
  - Mateusz Natkowski, polski dyplomata
  - Yun Hyon-seok, południowokoreański poeta, prozaik, działacz LGBT (zm. 2013)
- 1985:
  - Margot Boer, holenderska łyżwiarka szybka
  - Rick Genest, kanadyjski aktor, model (zm. 2018)
  - Andreas Graf,austriacki kolarz torowy i szosowy
  - Christy Hui, chińska animatorka,
  - Bubba Harris, amerykański kolarz BMX
  - Nikolajs Kozačuks, łotewski piłkarz
  - Eduardo Ledesma, paragwajski piłkarz
  - Loïc Perrin, francuski piłkarz
  - Carole Vergne, francuska szablistka
  - Paulina Wota, polska judoczka
- 1986:
  - Paul Biedermann, niemiecki pływak
  - Valter Birsa, słoweński piłkarz
  - Ilja Czernousow, rosyjski biegacz narciarski
  - Jewgienij Gradowicz, rosyjski bokser
- 1987:
  - Sidney Crosby, kanadyjski hokeista
  - Piotr Deka, polski judoka
  - Mustapha Dumbuya, sierraleoński piłkarz
  - Alex Stepheson, amerykański koszykarz
- 1988:
  - Petar Grbić, czarnogórski piłkarz
  - Adrien Moerman, francuski koszykarz
  - Erik Pieters, holenderski piłkarz
  - Christoph Watrin, niemiecki wokalista, członek zespołu US5
  - Rok Zima, słoweński skoczek narciarski
- 1989:
  - DeMar DeRozan, amerykański koszykarz
  - Michaił Iwanow, bułgarski piłkarz, bramkarz
  - Katarzyna Krzeszowska, polska modelka, zdobywczyni tytułu Miss Polski
  - Türkan Məmmədyarova, azerska szachistka
  - Tony Mitchell, amerykański koszykarz
  - Yang Kyong-il, północnokoreański zapaśnik
- 1990:
  - Maja Dziarnowska, polska windsurferka
  - Victoria Macaulay, amerykańsko-nigeryjska koszykarka
  - Jewgienij Biełow, rosyjski biegacz narciarski
  - Julian Savea, nowozelandzki rugbysta pochodzenia samoańskiego
- 1991:
  - Robin Frijns, holenderski kierowca wyścigowy
  - Lénora Guion-Firmin, francuska lekkoatletka, sprinterka
  - Luis Salom, hiszpański motocyklista wyścigowy (zm. 2016)
  - Mike Trout, amerykański baseballista
  - Mitchell te Vrede, holenderski piłkarz
- 1992:
  - Adrien Backscheider, francuski biegacz narciarski
  - Simon Yates, brytyjski kolarz szosowy i torowy
- 1993:
  - Anton Ewald, szwedzki piosenkarz, tancerz
  - Li Zhesi, chińska pływaczka
  - Dorra Mahfoudhi, tunezyjska lekkoatletka, tyczkarka
  - Martti Nõmme, estoński skoczek narciarski
- 1994:
  - Jérémy Desplanches, szwajcarski pływak
  - Alexa Gray, kanadyjska siatkarka
  - Milan Havel, czeski piłkarz
  - Sayed Redha Isa, bahrajński piłkarz
  - Kaewkalaya Kamulthala, tajska siatkarka
- 1995:
  - Florian Grillitsch, austriacki piłkarz
  - Jarosław Kubicki, polski piłkarz
  - Iselin Solheim, norweska zapaśniczka
- 1996:
  - Aaron Boupendza, gaboński piłkarz (zm. 2025)
  - Dani Ceballos, hiszpański piłkarz
  - Liam James, kanadyjski aktor
- 1997:
  - Juninho Bacuna, holenderski piłkarz
  - Donta Hall, amerykański koszykarz
  - Jordan Torunarigha, niemiecki piłkarz pochodzenia nigeryjskiego
- 1998 – Michał Samsonowicz, polski koszykarz
- 1999:
  - Dejan Joveljić, serbski piłkarz pochodzenia bośniackiego
  - Bryan Mbeumo, francuski piłkarz pochodzenia kameruńskiego
  - Sydney McLaughlin-Levrone, amerykańska lekkoatletka, sprinterka i płotkarka
- 2000:
  - Jewhenij Isajenko, ukraiński piłkarz
  - Konstantin Iwlijew, rosyjski łyżwiarz szybki, specjalista short tracku
  - Taylor Johnson, amerykańska tenisistka
  - David Jurásek, czeski piłkarz
  - Paulina Szlachta, polska judoczka
- 2002:
  - Aaron Blommaert, belgijski aktor, piosenkarz
  - Kouamé Botué, burkiński piłkarz
  - Moumouni Darankoum, nigerski piłkarz,
  - Kirił Fesiun, ukraiński piłkarz, bramkarz
- 2006 – Filip Rózga, polski piłkarz

## Zmarli
- 461 – Majorian, cesarz rzymski (ur. ok. 420)
- 1106 – Henryk IV Salicki, cesarz rzymsko-niemiecki (ur. 1050)
- 1432 – Ulryk von Teck, niemiecki arystokrata (ur. ?)
- 1491 – Jacobus Barbireau, franko-flamandzki kompozytor (ur. ok. 1455)
- 1516 – Federico di Sanseverino, włoski kardynał (ur. ok. 1475)
- 1543 – Jean Le Veneur, francuski duchowny katolicki, biskup Lisieux, kardynał (ur. ?)
- 1547 – Kajetan z Thieny, włoski duchowny katolicki, założyciel zakonu teatynów (ur. 1480)
- 1560 – Anastazja Zacharyna, caryca Rosji (ur. 1520)
- 1616 – Vincenzo Scamozzi, włoski architekt (ur. 1548)
- 1618 – Maria Elżbieta, szwedzka księżniczka, księżna Östergötland (ur. 1596)
- 1622 – Tsunenaga Hasekura, japoński samuraj, dyplomata (ur. 1571)
- 1638 – Męczennicy z Gonder (Etiopia):
  - Agatanioł z Vendôme, francuski kapucyn, misjonarz, męczennik, błogosławiony (ur. 1598)
  - Kasjan z Nantes, francuski kapucyn, misjonarz, męczennik, błogosławiony (ur. 1607)
- 1643 – Hendrik Brouwer, holenderski żeglarz, odkrywca (ur. 1581)
- 1646 – Marcin od św. Feliksa, angielski franciszkanin, męczennik, błogosławiony (ur. 1602)
- 1649 – Maria Leopoldyna Austriaczka, cesarzowa rzymsko-niemiecka, królowa czeska i węgierska (ur. 1632)
- 1712 – Friedrich Wilhelm Zachow, niemiecki kompozytor (ur. 1663)
- 1731 – Franz Ferdinand von Kuenburg, austriacki duchowny katolicki, biskup lublański, arcybiskup metropolita praski, prymas Czech (ur. 1651)
- 1782 – Andreas Sigismund Marggraf, niemiecki chemik (ur. 1709)
- 1784:
  - Antoni Dobrzeniewski, polski paulin, malarz, konserwator (ur. 1731)
  - Ignacy Franciszek Ossoliński, polski duchowny katolicki, biskup kijowski, biskup koadiutor bakowski (ur. 1730)
- 1785 – Ludwik Antoni Burbon, infant hiszpański, arcybiskup Toledo, prymas Hiszpanii, kardynał (ur. 1727)
- 1800 – Karl Anton Martini, austriacki prawnik, filozof prawa, wykładowca akademicki pochodzenia włoskiego (ur. 1726)
- 1801 – Jerzy Antoni Połubiński, polski duchowny katolicki, biskup pomocniczy wileński (ur. 1735)
- 1809 – Jonathan Trumbull Jr., amerykański polityk (ur. 1740)
- 1817 – Pierre Samuel du Pont de Nemours, francuski polityk, ekonomista, publicysta (ur. 1739)
- 1820 – Eliza Bonaparte, wielka księżna Toskanii, siostra Napoleona (ur. 1777)
- 1821:
  - Karolina Brunszwicka, królowa brytyjska (ur. 1768)
  - Johann Eustach von Görtz, pruski hrabia, polityk, dyplomata (ur. 1737)
- 1834 – Joseph Marie Jacquard, francuski tkacz, wynalazca (ur. 1752)
- 1845 – Robert Graham, szkocki lekarz, botanik (ur. 1786)
- 1846 – John Baildon, szkocki hutnik, przemysłowiec, inżynier (ur. 1772)
- 1848:
  - Jöns Jacob Berzelius, szwedzki chemik, mineralog, lekarz (ur. 1779)
  - Tomasz Kłossowski, polski kowal, świadek objawień maryjnych (ur. 1780)
- 1849 – Edmund Jankowski, polski biotechnolog, ogrodnik, wykładowca akademicki (zm. 1938)
- 1855:
  - Mariano Arista, meksykański polityk, prezydent Meksyku (ur. 1802)
  - Salomea Słowacka, matka Juliusza (ur. 1792)
- 1858 – Ernst Heinrich Friedrich Meyer, niemiecki botanik, historyk botaniki (ur. 1791)
- 1864 – Michał Budzyński, polski poeta, tłumacz (ur. 1811)
- 1867:
  - Ira Aldridge, amerykański aktor (ur. 1807)
  - Ludwik Kamiński, polski tłumacz, poeta (ur. 1786)
- 1871 – Edmund Bojanowski, polski działacz społeczny, założyciel Zgromadzenia Sióstr Służebniczek Najświętszej Maryi Panny Niepokalanie Poczętej, błogosławiony (ur. 1814)
- 1877 – Aleksander Kotsis, polski malarz (ur. 1836)
- 1884 – Kazimierz Puchewicz, polski prawnik, działacz socjalistyczny (ur. 1858)
- 1890 – Maciej Bogusz Stęczyński, polski poeta, rysownik, podróżnik (ur. 1814)
- 1893 – Alfredo Catalani, włoski kompozytor (ur. 1854)
- 1898:
  - Georg Ebers, niemiecki egiptolog, pisarz (ur. 1837)
  - James Hall, amerykański geolog, paleontolog (ur. 1811)
- 1900:
  - Wilhelm Liebknecht, niemiecki działacz socjaldemokratyczny pochodzenia żydowskiego (ur. 1826)
  - Antoni Wincenty Mieszkowski, polski dziennikarz, literat (ur. 1865)
- 1901 – Oreste Baratieri, włoski generał (ur. 1841)
- 1905:
  - Alexander Melville Bell, szkocki fonetyk (ur. 1819)
  - Jerzy Józef Szembek, polski duchowny katolicki, biskup płocki, arcybiskup metropolita mohylewski i administrator apostolski diecezji mińskiej (ur. 1851)
- 1908 – Antonio Rudinì, włoski polityk, premier Włoch (ur. 1839)
- 1911 – Elizabeth Chase Allen, amerykańska poetka (ur. 1832)
- 1912 – François-Alphonse Forel, szwajcarski lekarz, przyrodnik (ur. 1841)
- 1913 – David Popper, czeski wiolonczelista, kompozytor, pedagog (ur. 1843)
- 1914 – Bolesław Dembiński, polski organista, kompozytor, dyrygent (ur. 1833)
- 1919 – Cesare Maccari, włoski malarz, rzeźbiarz (ur. 1840)
- 1920:
  - Jan Nagiel, polski starszy szeregowiec (ur. 1894)
  - Wojciech Wężyk, polski porucznik piechoty (ur. 1890)
- 1921:
  - Aleksandr Błok, rosyjski poeta (ur. 1880)
  - Henry T. Hazard, amerykański polityk, burmistrz Los Angeles (ur. 1844)
- 1922 – Konon (Arămescu-Donici), rumuński biskup prawosławny (ur. 1837)
- 1927:
  - Cyryl V, koptyjski patriarcha Aleksandrii (ur. 1830/31)
  - Michał de la Mora y de la Mora, meksykański duchowny katolicki, męczennik, święty (ur. 1874)
  - Wilhelm Rudnick, niemiecki kompozytor, organista, pedagog (ur. 1850)
- 1930:
  - Robert Cloughen, amerykański lekkoatleta, sprinter (ur. 1889)
  - James D. Phelan, amerykański polityk (ur. 1861)
  - Dorr E. Felt, amerykański wynalazca (ur. 1862)
  - Vicente Tosta, honduraski generał, polityk, tymczasowy prezydent Hondurasu (ur. 1886)
- 1933 – Aleksander Henryk de Rosset, polski przedsiębiorca, inżynier, działacz społeczny, polityk, poseł na Sejm RP (ur. ?)
- 1934 – Hermann Kusmanek von Burgneustädten, austro-węgierski generał (ur. 1860)
- 1935 – Aleksandr Szirwanzade, ormiański pisarz (ur. 1858)
- 1936:
  - Adhémar Gelb, węgiersko-niemiecki psycholog, wykładowca akademicki pochodzenia żydowskiego (ur. 1887)
  - Marion Anthony Zioncheck, amerykański polityk pochodzenia polskiego (ur. 1901)
- 1937:
  - Oskar Rywkin, radziecki polityk (ur. 1899)
  - Nikołaj Sołłohub, radziecki komdiw (ur. 1883)
  - Takeo Wakabayashi, japoński piłkarz (ur. 1907)
  - Romuald Wiadrowski, polski duchowny katolicki, uczestnik powstania styczniowego (ur. 1845)
- 1938 – Konstantin Stanisławski, rosyjski reżyser teatralny, aktor, teoretyk teatru (ur. 1863)
- 1939 – Charlie Roberts, angielski piłkarz (ur. 1883)
- 1940 – Eugenia Schwarzwald, austriacka pedagog, feministka (ur. 1872)
- 1941 – Rabindranath Tagore, indyjski poeta, pisarz, filozof, kompozytor, malarz, pedagog, laureat Nagrody Nobla pochodzenia bengalskiego (ur. 1861)
- 1942:
  - Jack Dillon, amerykański bokser (ur. 1891)
  - Tadeusz Dulny, polski kleryk, błogosławiony (ur. 1914)
- 1943:
  - Pols Armāns, radziecki pułkownik (ur. 1903)
  - Józef Krudowski, polski kompozytor, pedagog (ur. 1881)
  - Zygmunt Morawski, polski podporucznik, hubalczyk (ur. 1921)
  - Sarah Purser, irlandzka malarka, projektantka witraży (ur. 1848)
- 1944:
  - Maria Babicka-Zachertowa, polska pielęgniarka, żołnierz ZWZ-AK (ur. 1893)
  - Agustín Barrios Mangoré, paragwajski kompozytor, gitarzysta (ur. 1885)
  - Władimir Burba, radziecki porucznik (ur. 1918)
  - Jadwiga Falkowska, polska harcmistrzyni, żołnierz AK (ur. 1889)
  - Tadeusz Jachimowski, polski duchowny katolicki, pułkownik, kapelan AK (ur. 1892)
  - Adam Kucharzewski, polski kapitan rezerwy piechoty, inżynier górniczy (ur. 1886)
  - Wiktor Mazurowski, polski malarz batalista (ur. 1859)
  - John S. McGroarty, amerykański polityk (ur. 1862)
  - Jereżepbaj Mołdabajew, radziecki młodszy sierżant (ur. 1925)
  - Juliusz Nagórski, polski architekt, urbanista, malarz (ur. 1887)
  - Johannes Scheuter, holenderski strzelec sportowy (ur. 1880)
- 1945:
  - Józef Maciejowski, polski major piechoty, oficer AK (ur. 1897)
  - Yi U, koreański książę, podpułkownik armii japońskiej (ur. 1912)
- 1946:
  - Ferdinand Marian, austriacki aktor (ur. 1902)
  - George Wilkinson, brytyjski piłkarz wodny (ur. 1879)
- 1947 – Hermina Reuss-Hohenzollern, niemiecka księżna (ur. 1887)
- 1948 – Wiaczesław Sirotin, radziecki pilot wojskowy, as myśliwski (ur. 1913)
- 1950:
  - Stanisław Pławski, polski inspektor pracy, działacz socjalistyczny, polityk, poseł na Sejm RP (ur. 1883)
  - Alfons Proske, niemiecki prawnik, polityk (ur. 1881)
- 1951:
  - Antoni Kłossek, polski lekarz, polityk, poseł do KRN (ur. 1890)
  - Anna Tumarkin, szwajcarska filozof pochodzenia żydowskiego (ur. 1875)
- 1952:
  - Bernard Adamecki, polski pułkownik pilot (ur. 1897)
  - Józef Jungrav, polski pułkownik pilot (ur. 1897)
  - Stanisław Kowalczyk, polski żołnierz podziemia niepodległościowego (ur. 1925)
  - Jan Kmiołek, polski żołnierz podziemia niepodległościowego (ur. 1919)
  - Stanisław Michowski, polski pułkownik pilot (ur. 1900)
  - Władysław Minakowski, polski podpułkownik obserwator (ur. 1902)
  - August Menczak, polski pułkownik pilot (ur. 1894)
  - Szczepan Ścibior, polski pułkownik pilot (ur. 1903)
- 1953 – Jan Stańczyk, polski działacz socjalistyczny i związkowy, polityk, minister opieki społecznej (ur. 1886)
- 1956 – LeMoine Fitzgerald, kanadyjski malarz (ur. 1890)
- 1957 – Oliver Hardy, amerykański aktor, komik (ur. 1892)
- 1958:
  - Stanisława Angel-Engelówna, polska aktorka (ur. 1908)
  - Luis Usera Bugallal, hiszpański działacz piłkarski (ur. 1890)
- 1960:
  - André Bloch, francuski kompozytor (ur. 1873)
  - Luis Ángel Firpo, argentyński bokser (ur. 1894)
- 1962 – Dink Templeton, amerykański rugbysta (ur. 1897)
- 1964:
  - Henk Vermetten, holenderski piłkarz (ur. 1895)
  - Aleksander Zawadzki, polski generał dywizji, polityk, poseł na Sejm PRL, wicepremier, przewodniczący Rady Państwa (ur. 1899)
- 1969 – Joseph Kosma, węgierski kompozytor, twórca muzyki filmowej (ur. 1905)
- 1970 – Tomu Uchida, japoński reżyser filmowy (ur. 1898)
- 1972:
  - Antoni Cwojdziński, polski pisarz (ur. 1896)
  - Zdzisław Jahnke, polski skrzypek, kompozytor, dyrygent, pedagog (ur. 1895)
  - Aspasia Manos, żona króla Grecji Aleksandra I (ur. 1896)
- 1974:
  - Virginia Apgar, amerykańska lekarka (ur. 1909)
  - Rosario Castellanos, meksykańska poetka, dyplomatka (ur. 1925)
- 1975:
  - Alicja Dorabialska, polska fizykochemik (ur. 1897)
  - Robert Rembieliński, polski farmaceuta, historyk farmacji (ur. 1894)
- 1976 – Władysław Wolski, polski polityk, minister administracji publicznej, prezydent Szczecina (ur. 1901)
- 1977:
  - Paul Chaudet, szwajcarski polityk, prezydent Szwajcarii (ur. 1904)
  - Dino Staffa, włoski kardynał (ur. 1906)
- 1980 – Henry Everard, rodezyjski polityk, p.o. prezydenta Rodezji (ur. 1897)
- 1981:
  - Edward Jaremek, polski spawacz, polityk, poseł na Sejm PRL (ur. 1933)
  - Józef Kępiński, polski chemik, wykładowca akademicki, polityk, poseł na Sejm PRL (ur. 1917)
- 1982:
  - August Höhn, niemiecki funkcjonariusz i zbrodniarz nazistowski (ur. 1904)
  - Marek Holzman, polski fotograf-dokumentalista pochodzenia żydowskiego (ur. 1919)
- 1984:
  - Zdzisław Grot, polski historyk (ur. 1903)
  - Esther Phillips, amerykańska wokalistka bluesowa (ur. 1935)
- 1985:
  - Grayson Hall, amerykańska aktorka (ur. 1922)
  - Mateusz Święcicki, polski kompozytor, dziennikarz radiowy, publicysta (ur. 1933)
- 1987:
  - Nobusuke Kishi, japoński polityk, premier Japonii (ur. 1896)
  - Anatolij Papanow, rosyjski aktor (ur. 1922)
  - Kamil Szamun, libański polityk, prezydent Libanu (ur. 1900)
- 1988:
  - Wilfred Jackson, amerykański reżyser filmów animowanych (ur. 1906)
  - Wasilij Uwaczan, radziecki historyk, wykładowca akademicki, polityk (ur. 1917)
  - Włodzimierz Zajączkowski, polski geolog (ur. 1935)
- 1989 – Emīls Grapmanis, łotewski podpułkownik (ur. 1903)
- 1991:
  - Kalina Jędrusik, polska aktorka, piosenkarka, artystka kabaretowa (ur. 1930)
  - Fritz Theilmann, niemiecki rzeźbiarz (ur. 1902)
- 1992:
  - Mariusz Dmochowski, polski aktor, polityk, poseł na Sejm PRL (ur. 1930)
  - Francisco Fernández Ordóñez, hiszpański prawnik, polityk (ur. 1930)
  - Zbigniew Raszewski, polski historyk teatru, pisarz (ur. 1925)
  - Sándor Szabó, węgierski florecista (ur. 1941)
- 1993:
  - Arseniusz Jermoliński, polski porucznik piechoty (ur. 1909)
  - Ben Klassen, amerykański polityk (ur. 1918)
  - Igor Narski, rosyjski filozof (ur. 1920)
- 1995 – Eugeniusz Skurko, białoruski poeta (ur. 1912)
- 1997 – Czesław Meissner, polski aktor (ur. 1934)
- 1998 – Urszula Czartoryska, polska historyk sztuki (ur. 1934)
- 1999:
  - Brion James, amerykański aktor (ur. 1945)
  - Helena Kowalczykowa, polska aktorka (ur. 1907)
  - John Van Ryn, amerykański tenisista (ur. 1905)
- 2001:
  - Andrzej Urbańczyk, polski dziennikarz, polityk, poseł na Sejm RP (ur. 1946)
  - Algirdas Lauritėnas, litewski koszykarz (ur. 1932)
- 2003:
  - Antoni Janik, polski piłkarz (ur. 1920)
  - Czesława Szczep-Gaszewska, polska tancerka, aktorka (ur. 1902)
- 2004:
  - Paul N. Adair, amerykański specjalista gaszenia pożarów szybów naftowych (ur. 1915)
  - Aleksandra Bonarska, polska aktorka (ur. 1928)
  - Maria Esperanza de Bianchini, wenezuelska mistyczka, błogosławiona (ur. 1928)
  - Bernard Levin, brytyjski dziennikarz (ur. 1928)
- 2005 – Peter Jennings, amerykański dziennikarz i prezenter telewizyjny (ur. 1938)
- 2006 – Marian Podkowiński, polski dziennikarz, pisarz, publicysta (ur. 1909)
- 2007 – Ludwik Maciąg, polski malarz (ur. 1920)
- 2008:
  - Leon De Lathouwer, belgijski kolarz szosowy (ur. 1929)
  - Wiesław Gwiżdż, polski polityk, poseł na Sejm PRL (ur. 1934)
- 2009 – Andrzej Marciniak, polski himalaista (ur. 1959)
- 2010:
  - Bruno Cremer, francuski aktor (ur. 1929)
  - Zygmunt Malacki, polski duchowny katolicki (ur. 1948)
  - Wiesław Sadowski, polski ekonomista (ur. 1921)
- 2011:
  - Boris Cybin, rosyjski łyżwiarz szybki (ur. 1928)
  - Harri Holkeri, fiński polityk, premier Finlandii (ur. 1937)
  - Paul Meier (statystyk), amerykański statystyk (ur. 1924)
- 2012:
  - Władimir Kobziew, rosyjski piłkarz, trener (ur. 1959)
  - Michel Polac, francuski pisarz, reżyser i producent filmowy (ur. 1930)
  - Wojciech Wieczorek, polski dziennikarz, dyplomata (ur. 1928)
- 2013:
  - Aleksandr Jagubkin, ukraiński bokser (ur. 1961)
  - Marilyn King, amerykańska piosenkarka (ur. 1931)
- 2015:
  - Manuel Contreras, chilijski generał (ur. 1929)
  - Frances Oldham Kelsey, kanadyjska lekarka, farmakolog (ur. 1914)
- 2016:
  - Jack Günthard, szwajcarski gimnastyk (ur. 1920)
  - Jack Sears, brytyjski przedsiębiorca, kierowca wyścigowy, pisarz (ur. 1930)
  - Jan Wimmer, polski historyk (ur. 1926)
- 2017:
  - Don Baylor, amerykański baseballista (ur. 1949)
  - Haruo Nakajima, japoński aktor (ur. 1929)
- 2018:
  - Nicholas Bett, kenijski lekkoatleta, płotkarz (ur. 1992)
  - Krystyna Kamieńska, polska aktorka (ur. 1925)
  - M. Karunanidhi, indyjski polityk, scenarzysta, producent filmowy, pisarz, dziennikarz (ur. 1924)
  - Stan Mikita, słowacki hokeista (ur. 1940)
  - Teresa Rabska, polska prawnik (ur. 1926)
  - Zbigniew Rusek, polski siatkarz, trener (ur. 1938)
- 2019:
  - Kary Mullis, amerykański chemik, laureat Nagrody Nobla (ur. 1944)
  - Józef Niewiadomski, polski polityk, minister budownictwa, gospodarki przestrzennej i komunalnej, prezydent Łodzi (ur. 1933)
  - Andrzej Połeć, polski producent filmowy (ur. 1958)
- 2020:
  - Muslim Jewłojew, rosyjski zapaśnik (ur. 1995)
  - Lê Khả Phiêu, wietnamski polityk komunistyczny (ur. 1931)
  - Robert Rowiński, polski konstruktor lotniczy (ur. 1935)
  - Jean Stewart, nowozelandzka pływaczka (ur. 1930)
- 2021:
  - Alfredo Petit Vergel, kubański duchowny katolicki, biskup pomocniczy Hawany (ur. 1936)
  - Markie Post, amerykańska aktorka (ur. 1950)
  - Amando Samo, mikronezyjski duchowny katolicki, biskup Karolinów (ur. 1948)
  - Jane Withers, amerykańska aktorka, modelka, piosenkarka (ur. 1926)
  - Włodzimierz Zawadzki, polski fizyk teoretyk, poeta, prozaik (ur. 1939)
- 2022:
  - Henryk Dziewior, polski przedsiębiorca, samorządowiec, prezydent Katowic (ur. 1948)
  - Anatolij Filipczenko, rosyjski generał major lotnictwa, kosmonauta (ur. 1928)
  - Bill Graham, kanadyjski prawnik, polityk, minister spraw zagranicznych, minister obrony (ur. 1939)
  - Eike Christian Hirsch, niemiecki dziennikarz, pisarz (ur. 1937)
  - David McCullough, amerykański historyk, pisarz, laureat Nagrody Pulitzera (ur. 1933)
  - Roger E. Mosley, amerykański aktor (ur. 1938)
  - Kazimiera Nogajówna, polska aktorka (ur. 1933)
  - Zdzisław Słowiński, polski aktor (ur. 1928)
  - Iwona Sowińska, polska kulturoznawca, filmoznawca (ur. 1958)
  - Koru Tito, kirybatyjski duchowny katolicki, biskup Tarawy i Nauru (ur. 1960)
  - Rostislav Václavíček, czeski piłkarz (ur. 1946)
- 2023:
  - William Friedkin, amerykański reżyser, scenarzysta i producent filmowy (ur. 1935)
  - Mario Tronti, włoski filozof, nauczyciel akademicki, polityk (ur. 1931)
- 2024:
  - Michaił Czlenow, rosyjski etnograf, orientalista (ur. 1940)
  - Jerzy Gołubowicz, polski samorządowiec, prezydent Zabrza, zabójca (ur. 1947)
  - Patrice Laffont, francuski aktor, prezenter telewizyjny (ur. 1939)
  - Pedro Marset Campos, hiszpański psychiatra, wykładowca akademicki, polityk, eurodeputowany (ur. 1941)
  - Jon McBride, amerykański pilot wojskowy, astronauta (ur. 1943)
  - Antoni Pierzchała, polski dyplomata, ambasador RP (ur. 1929)
  - Andrzej Pol, polski inżynier, nauczyciel, samorządowiec, prezydent Piotrkowa Trybunalskiego (ur. 1950)
  - Marie-Josée Roig, francuska polityk, samorządowiec, mer Awinionu, minister rodziny (ur. 1938)
  - Władlen Wierieszczetin, rosyjski prawnik, sędzia Międzynarodowego Trybunału Sprawiedliwości (ur. 1932)
- 2025:
  - Dariusz Czernij, polski bokser (ur. 1963)
  - James Lovell, amerykański pilot wojskowy, komandor US Navy, astronauta (ur. 1928)
  - Dionizy (Mandalos), grecki duchowny prawosławny, metropolita Koryntu (ur. 1952)
  - Myint Swe, mjanmański generał, polityk, wiceprezydent, p.o. prezydenta Mjanmy (ur. 1951)